# Transceptor SFP

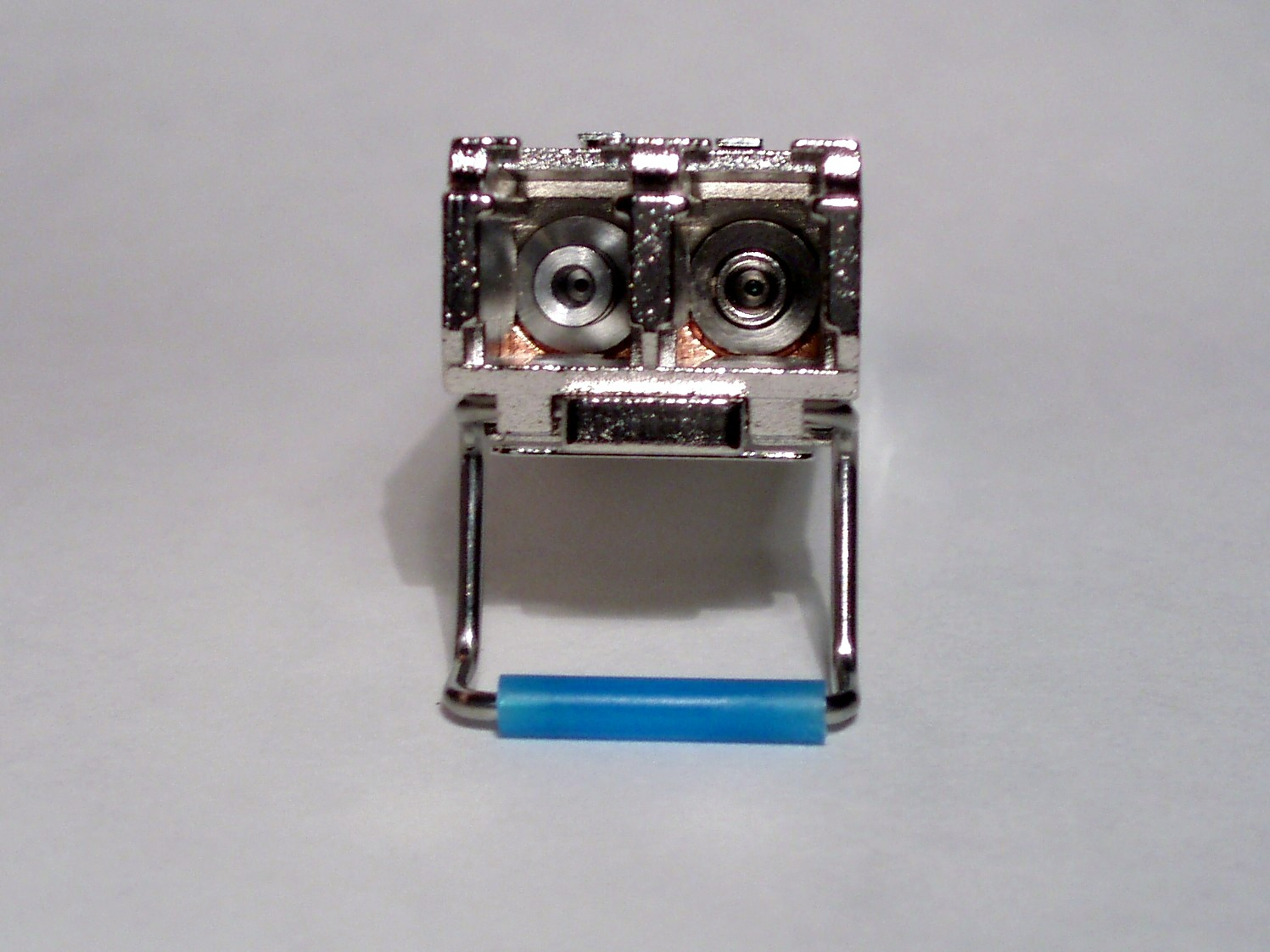
Vista Frontal de un módulo SFP (Conector LC).

Un transceptor SFP, del inglés small form-factor pluggable transceiver (en español transceptor enchufable de pequeña forma) o, también en inglés, SFP transceptor y de forma abreviada conocido como SFP o Mini-GBIC, es un transceptor compacto y conectable en caliente utilizado para las aplicaciones de comunicaciones de datos y telecomunicaciones. Están diseñados para soportar Sonet, canal de Fibra, Gigabit Ethernet y otros estándares de comunicaciones.
Su misión es transformar señales de distinta naturaleza para que puedan ser transmitidas y recibidas por los equipos terminales, a los que se conectará el SFP. Una aplicación común, es transformar la señal eléctrica del lado del equipo de interconexión (switch, firewall, gateway...) a una señal óptica en el lado del medio de transmisión, que puede ser fibra monomodo o multimodo, y viceversa. También existen SFPs que proporcionan una salida RJ45 para su conexión a un medio de transmisión de cobre.
Es un formato popular de la industria, desarrollado conjuntamente con el apoyo de muchos proveedores de componentes de red.

## Tipos

### Ethernet sobre fibra óptica
- SX - 850 nm, 500 m, MMF;
- LX - 1310 nm, 20 km, SMF;
- EX - 1310 nm, 40 km, SMF;
- ZX - 1550 nm, 80 km, SMF.

### Tipos capacidad 10G (Fuente Cisco)
- SFP-10G-SR, 500m
- SFP-10G-LR, 10km
- SFP-10G-ER, 40km
- SFP-10G-ZR, 80km

Dependiendo de la distancia la velocidad de transmisión varía.

### Según velocidad de transmisión
- SFP - versión mejorada del GBIC, velocidad de 100 Mbps a 4 Gb/s;
- SFP+ - versión mejorada del SFP, velocidad de 8 Gbit/s a 10 Gb/s;
- SFP28 - versión mejorada del SFP+, velocidad: 25 Gb/s;
- QSFP+ - versión mejorada del QSFP, velocidad: 40 Gb/s;
- QSFP28[2] - para aplicaciones de 100G, velocidad: 100 Gb/s.

### Ethernet sobre par trenzado
- TX - 1 Gb/s

## Características
Son módulos con carcasa para protección EMI, módulos de fibra óptica que permiten la interfaz entre las fibras y los switches, con su sistema de instalación Plug and Play. Estos módulos tiene la función de extender la distancia de transferencia, a los equipos inteligentes que cuenten con los conectores SFP (Mini-Gbic).
Trabajan a una longitud de onda para fibras multimodo de 850 nm logrando una distancia máxima de 550 m y de 1310 nm para fibras monomodo, alcanzando una distancia de hasta 20 km.
Son compatibles con velocidades de 625 y 1.25 Gbps y capaces de ofrecer un elevado rendimiento ya que se han desarrollado para cumplir los requerimientos de distribución en redes ópticas de telecomunicaciones, Internet, telefonía y video, garantizando un bajo costo en instalaciones de este tipo.
Disponibles con puertos LC dúplex, son compatibles con switches SMP y con los estándares IEEE802.3z Gigabit Ethernet y fibra óptica.